# Campeonato Baiano 1927
In 1927 werd het 23ste Campeonato Baiano gespeeld voor voetbalclubs uit de Braziliaanse staat Bahia. De competitie werd gespeeld van 24 april 1927 tot 1 maart 1928 en werd georganiseerd door de FBF. Bahiano de Tênis werd kampioen. 

## Eindstand
| Plaats | Club                   | Wed. | W  | G | V | Saldo | Ptn. |
| ------ | ---------------------- | ---- | -- | - | - | ----- | ---- |
| 1.     | Bahiano de Tênis       | 12   | 10 | 1 | 1 | 49:18 | 21   |
| 2.     | Ypiranga               | 12   | 10 | 0 | 2 | 44:16 | 20   |
| 3.     | Botafogo               | 12   | 6  | 1 | 5 | 43:26 | 13   |
| 4.     | Fluminense de Salvador | 12   | 6  | 1 | 5 | 40:24 | 13   |
| 5.     | AAB                    | 12   | 5  | 1 | 6 | 30:29 | 11   |
| 6.     | Vitória                | 8    | 3  | 0 | 5 | 16:30 | 6    |
| 7.     | Guarany                | 8    | 2  | 1 | 5 | 11:20 | 5    |
| 8.     | Democrata              | 8    | 1  | 1 | 6 | 3:44  | 3    |
| 9.     | Yankee                 | 8    | 0  | 2 | 6 | 9:35  | 2    |

|  | Kampioen |

## Kampioen
| Campeonato Baiano de 1927 |
| ------------------------- |
| BAHIANO 1º Titel          |